# Robert Ball (judoka)
Robert Ball (ur. 26 października 1964) – australijski judoka. Olimpijczyk z Sydney 2000, gdzie odpadł w eliminacjach w wadze ciężkiej.
Brązowy medalista mistrzostw Oceanii w 2000. Mistrz Australii w 1997 i 1999 roku.

## Letnie Igrzyska Olimpijskie 2000
| Konkurencja | Eliminacje                | Klas. końcowa |
| Konkurencja | Przeciwnik I              | Miejsce       |
| ----------- | ------------------------- | ------------- |
| +100 kg     | Abdullo Tangriyev (UZB) P | 1 runda.      |